# Denis Potvin
Denis Charles Potvin (*  29. Oktober 1953 in Ottawa, Ontario) ist ein ehemaliger kanadischer Eishockeyspieler. Der Verteidiger war von 1973 bis 1988 für die New York Islanders in der National Hockey League aktiv und gewann in dieser Zeit vier Stanley Cups in Folge. Zudem führte er das Team, das ihn 1973 an erster Gesamtposition im Draft ausgewählt hatte, acht Jahre als Kapitän an und hält mehrere Rekorde, sodass seine Trikotnummer 5 als erste der Franchise-Geschichte gesperrt wurde. Mit der kanadischen Nationalmannschaft errang er eine Goldmedaille beim Canada Cup 1976 sowie eine Bronzemedaille bei der Weltmeisterschaft 1986.
Potvin gilt als einer der besten Abwehrspieler seiner Generation, so wurde er drei Mal mit der James Norris Memorial Trophy als bester Verteidiger der NHL ausgezeichnet und war zudem der erste Defensivspieler, der die Marke von 1000 Scorerpunkten erreichte. Darüber hinaus erhielt er die Calder Memorial Trophy als bester Rookie der Liga und war fünffacher NHL First All-Star. 1991 ehrte man ihn mit der Aufnahme in die Hockey Hall of Fame.

## Karriere
Bereits mit 15 Jahren gab Potvin sein Debüt für die Juniorenmannschaft Ottawa 67’s und blieb dieser sechs Spielzeiten lang treu. In dieser Zeit wurde er zweimal zum besten Verteidiger der Liga gewählt.
Als er das nötige Alter von 20 Jahren erreicht hatte, wurde er sogleich als Nr. 1 Pick beim NHL Amateur Draft 1973 von den New York Islanders gedraftet. Dies wurde der Beginn einer Dynastie. Mit Denis Potvin wurden die New York Islanders viermal Stanley Cup Sieger (1980, 1981, 1982, 1983) bei fünf Finalteilnahmen.
In seiner ersten Saison gewann Potvin die Calder Memorial Trophy, die jeweils an den besten Rookie vergeben wird. Potvin etablierte sich innerhalb kurzer Zeit durch Robustheit, technische Stärke, Überblick beim Spielaufbau und Führungsqualitäten als einer der besten NHL-Verteidiger und gewann in den Jahren 1976, 1978 und 1979 auch die James Norris Trophy, die ihn als besten Verteidiger der Liga auszeichnete.
Nach 15 Saisons und über 1000 Spielen für die Islanders trat Denis Potvin zum Ende der Saison 1987/88 vom Profisport zurück.
1992 wurde ihm als erstem Spieler der Franchise die Ehre zuteil, dass seine Trikotnummer (5) nicht mehr vergeben wird und seitdem unter dem Hallendach hängt.
Mit der kanadischen Nationalmannschaft gewann Potvin 1976 den Canada Cup. 1981 errang er am gleichen Turnier den zweiten Rang. 1986 gewann er mit Kanada die Bronzemedaille bei der Weltmeisterschaft. Außerdem gehörte Potvin zum NHL All-Star Team, das 1979 den Challenge Cup gegen die sowjetische Nationalmannschaft austrug.
1991 wurde er mit der Aufnahme in die Hockey Hall of Fame geehrt.

## Erfolge und Auszeichnungen
| - 1971 OMJHL First All-Star Team - 1972 Max Kaminsky Trophy - 1972 OMJHL First All-Star Team - 1973 Max Kaminsky Trophy - 1973 OMJHL First All-Star Team - 1974 Teilnahme am NHL All-Star Game - 1974 Calder Memorial Trophy - 1975 Teilnahme am NHL All-Star Game - 1975 NHL First All-Star Team - 1976 Teilnahme am NHL All-Star Game - 1976 James Norris Memorial Trophy - 1976 NHL First All-Star Team - 1977 Teilnahme am NHL All-Star Game - 1977 NHL Second All-Star Team - 1978 Teilnahme am NHL All-Star Game | - 1978 James Norris Memorial Trophy - 1978 NHL First All-Star Team - 1979 James Norris Memorial Trophy - 1979 NHL First All-Star Team - 1980 Stanley-Cup-Gewinn mit den New York Islanders - 1981 Teilnahme am NHL All-Star Game - 1981 Stanley-Cup-Gewinn mit den New York Islanders - 1981 NHL First All-Star Team - 1982 Stanley-Cup-Gewinn mit den New York Islanders - 1983 Teilnahme am NHL All-Star Game - 1983 Stanley-Cup-Gewinn mit den New York Islanders - 1984 Teilnahme am NHL All-Star Game - 1984 NHL Second All-Star Team - 1988 Teilnahme am NHL All-Star Game - 1991 Aufnahme in die Hockey Hall of Fame |

### International
- 1976 Goldmedaille beim Canada Cup
- 1981 Silbermedaille beim Canada Cup
- 1986 Bronzemedaille bei der Weltmeisterschaft

## Karrierestatistik

### International
Vertrat Kanada bei:
- Canada Cup 1976
- Canada Cup 1981
- Weltmeisterschaft 1986

(Legende zur Spielerstatistik: Sp oder GP = absolvierte Spiele; T oder G = erzielte Tore; V oder A = erzielte Assists; Pkt oder Pts = erzielte Scorerpunkte; SM oder PIM = erhaltene Strafminuten; +/− = Plus/Minus-Bilanz; PP = erzielte Überzahltore; SH = erzielte Unterzahltore; GW = erzielte Siegtore; 1 Play-downs/Relegation; Kursiv: Statistik nicht vollständig)

## Familie
Sein Bruder Jean Potvin verbrachte den Großteil seiner Karriere ebenfalls bei den Islanders, sodass die Brüder zwei Stanley Cups gemeinsam gewannen. Zudem war ihr Cousin Marc Potvin (1967–2006) auch NHL-Profi. Mit Félix Potvin sind sie allerdings nicht verwandt.